# Brittiska Jungfruöarnas vapen
I Brittiska Jungfruöarnas statsvapen ser man tolv oljelampor, en av dem hålls av en ung kvinna i vitt.